# رودريغو غراسي
رودريغو غراسي (بالبرتغالية: Rodrigo Gracie) هو فنان قتال مختلط برازيلي، ولد في 11 مارس 1975 في ريو دي جانيرو في البرازيل.

## وصلات خارجية
- رودريغو غراسي على موقع شيردوغ (الإنجليزية)
- رودريغو غراسي على موقع IMDb (الإنجليزية)